# Kanton Roye
Kanton Roye is een kanton van het Franse departement Somme. Het kanton maakt deel uit van het arrondissement Montdidier.
Ingevolge het decreet van 26 februari 2014, met uitwerking op 22 maart 2015, werd het kanton uitgebreid tot 62 gemeenten.

## Gemeenten
Het kanton Roye omvatte tot en met 2014 de volgende gemeenten:
- Armancourt
- Balâtre
- Beuvraignes
- Biarre
- Billancourt
- Breuil
- Carrépuis
- Champien
- Crémery
- Cressy-Omencourt
- Curchy
- Damery
- Dancourt-Popincourt
- L'Échelle-Saint-Aurin
- Ercheu
- Étalon
- Fonches-Fonchette
- Fresnoy-lès-Roye
- Goyencourt
- Gruny
- Hattencourt
- Herly
- Laucourt
- Liancourt-Fosse
- Marché-Allouarde
- Moyencourt
- Rethonvillers
- Roiglise
- Roye (hoofdplaats)
- Saint-Mard
- Tilloloy
- Verpillières
- Villers-lès-Roye

Vanaf 2015 zijn dat : 
- Andechy
- Armancourt
- Assainvillers
- Ayencourt
- Balâtre
- Becquigny
- Beuvraignes
- Biarre
- Bouillancourt-la-Bataille
- Boussicourt
- Bus-la-Mésière
- Cantigny
- Le Cardonnois
- Carrépuis
- Champien
- Courtemanche
- Crémery
- Cressy-Omencourt
- Damery
- Dancourt-Popincourt
- Davenescourt
- L'Échelle-Saint-Aurin
- Erches
- Ercheu
- Étalon
- Ételfay
- Faverolles
- Fescamps
- Fignières
- Fonches-Fonchette
- Fontaine-sous-Montdidier
- Fresnoy-lès-Roye
- Goyencourt
- Gratibus
- Grivillers
- Gruny
- Guerbigny
- Hargicourt
- Hattencourt
- Herly
- Laboissière-en-Santerre
- Laucourt
- Liancourt-Fosse
- Lignières
- Malpart
- Marché-Allouarde
- Marestmontiers
- Marquivillers
- Mesnil-Saint-Georges
- Montdidier
- Piennes-Onvillers
- Remaugies
- Roiglise
- Rollot
- Roye
- Rubescourt
- Saint-Mard
- Tilloloy
- Verpillières
- Villers-lès-Roye
- Villers-Tournelle
- Warsy